# Graciela Rivera
Graciela Rivera (Ponce, 17 aprile 1921 – Mays Landing, 17 luglio 2011) è stata una cantante lirica portoricana.
Fu la prima cantante lirica portoricana a ottenere un ruolo da protagonista al Metropolitan Opera di New York.

## Biografia
Settima figlia dell'ebanista Gonzalo Salvador Rivera e di Enriqueta Padilla, fin dalla tenera età mostrò un interesse particolare per il canto, specialmente quando il padre- che era un ministro evangelico- le faceva ascoltare le musiche di Caruso sul giradischi, alternandosi alla madre che la invitava a suonare inni alla tastiera del pianoforte di casa. La famiglia e i professori apprezzarono subito il suo talento.
La famiglia si trasferì dapprima a Cataño e poi a Santurce, un quartiere periferico di San Juan, dove Graciela completò le scuole secondarie. Ancora studentessa, superò le audizioni per la produzione de Il flauto magico, Il trovatore, il Rigoletto, la Lucia di Lammermoor e la marcia dell'Aida, ritenendo erroneamente di partecipare alla prima assoluta mondiale di una rappresentazione queste opere da parte di un'istituzione scolastica. Organizzò da sola dei concerti da soprano per il pubblico di Porto Rico, che le permisero di pagarsi gli studi alla Juilliard School di New York City.
Terminato il liceo, si trasferì quindi a New York dove prese lezioni di canto da Lucia Dunham, oltre a seguire corsi di pianoforte, teoria della musica, armonia e composizione. Dopo essersi diplomata nel '43, allo scoppio della Seconda Guerra Mondiale trovò subito lavoro come membro della Croce Rossa Internazionale di stanza all'estero, impegnata a intrattenere le truppe americane col canto.
Nel 1945, ottenne il ruolo di Adele nel musical Rosalinda, un riadattamento de Il pipistrello di Johann Strauss II appositamente pensata per l'area dei teatri di Broadway. Dopo essersi esibita in Francia e Germania, nello stesso anno recitò la parte di Rosina ne Il barbiere di Siviglia di Rossini, portato in scena nel tempio della musica lirica di New Orleans.
Nel dicembre del 1951, divenne la prima portoricana a recitare un ruolo da protagonista al Metropolitan Opera di New York per la Lucia di Lammermoor, che aveva interpretato con successo già da giovane, riscuotendo per la seconda volta un ampio plauso da parte della critica, questa volta a livello mondiale. Due anni più tardi, la municipalità di New York la proclamò sua "cittadina dell'anno".
Nel 1954, Graciela Rivera partecipò al videoquiz musicale televisivo Name That Tune e poi a una puntata del varietà settimanale Your Show of Shows per il quale sostituì il soprano e filantropa Marguerite Piazza.
Nel 1956, si esibì al Teatro dell'Università di Porto Rico con un esordiente Justino Díaz, futuro cantante operistico, fatto che le procurò un riconoscimento speciale da parte del governo portoricano.
Di ritorno a New York nel '59, ebbe dall'emittente WHOM l'incarico di condurre un programma radiofonico settimanale. Non smise di recarsi regolarmente a Porto Rico, dove partecipò alla quarta edizione del festival di musica classica intitolato in onore di Pablo Casals.
Nei successivi quindici anni, insegnò musica portoricana, italiano e spagnolo all'Hostos Community College nel quartiere del Bronx. Nel 1987, si ritirò dalla professione di docente, senza abbandonare del tutto la vita accademica. Conseguì un dottorato nelle materie umanistiche alla Pontificia Università Cattolica di Porto Rico, tenendo conferenze alla Rutgers University, all'Hunter College e al Lehman College di New York, che nel '96 le conferì la laurea honoris causa.
Si spense il 17 luglio 2011 nella sua dimora di Mays Landing, nel New Jersey. Rimasta vedova del militare statunitense Joseph Zumchak, che aveva incontrato nel '40 e aveva sposato l'anno dopo a New York, le sopravvissero la figlia Ginny Soto e il genero Sam Soto, originari di Mays Landin, oltre a vari nipoti.
Nel 2005, il sindaco di Ponce Francisco Zayas Seijo commissionò al'architetto Juan R. Dalmau Simbolin la costruzione di un parco multifunzionale nel Barrio Primero, che nei dodici mesi successivi fu dedicato al suo nome, insieme ad una preesistente Estatua de La Labradora (la "Statua della contadina") e a una menzione nel Parque del Tricentenario, riservato alla memoria delle celebrità locali.